# Menelaos (Bildhauer)

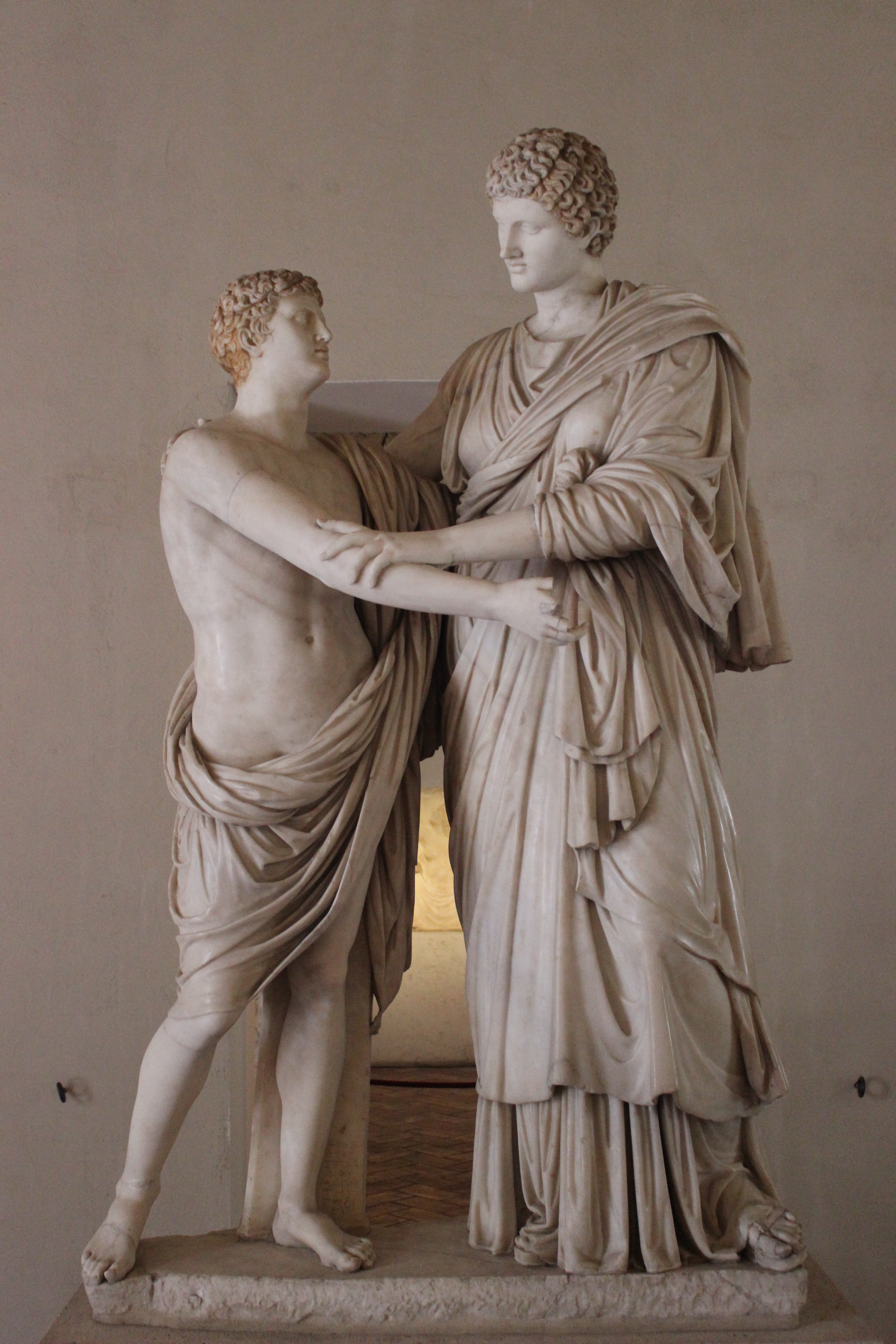
Skulpturen Orestes und Elektra, Museo Nazionale, Rom

Menelaos war ein Bildhauer in Rom, dem Zeitalter des Augustus/Tiberius angehörig und Schüler des Stephanos (des Verfertigers der Epheben-Statue in der Villa Albani). Von ihm stammt eine herrliche, von O. Jahn auf Merope und Aipytos, von Winckelmann als Orestes und Elektra gedeutete Marmorgruppe in der Villa Ludovisi zu Rom (vgl. Kekulé Die Gruppe des Künstlers Menelaos (Leipzig 1870)).
Orest und Elektra Mutter und Sohn, in einem erregten Moment, vielleicht des Abschiedes oder des Wiedersehens, dargestellt, ist der ungleichen Größe wegen jedenfalls unstatthaft, während den Namen Penelope und Telemach nichts ernstlich widersprechen würde. Die Mutter ist die ungleich bessere Figur, nicht bloß durch den reinen Ausdruck gemütlicher Hingebung, sondern auch in Beziehung auf die Arbeit; ihr Gewand erscheint in der Erfindung wie ein Prachtstück der späteren griechischen Kunst. Der Name des Bildhauers, am Unterkleid, lautet: Menelaos, Schüler des Stephanos.
Paulys Realencyclopädie der classischen Altertumswissenschaft führt den Bildhauer unter „Menelaos Cossutius“ und zitiert seine Signatur (IG XIV 1250) auf den Falten der Chlamys einer mittlerweile verschollenen Statue, die sich einst in der Villa Borghese befand. Laut Pauly-Wissowa ist dieser Künstler mit demjenigen identisch, der sich durch eine Signatur an der stelenförmigen Stütze der oben erwähnten ludovisischen Gruppe verewigte (IG 1251). Auch in der Realencyclopädie werden die beiden Figuren als Orestes und Elektra gedeutet. Menelaos soll wie sein Lehrer Stephanos klassische Werke als Muster für seine Neuschöpfungen verwendet haben. In dem Artikel wird auch darauf hingewiesen, dass der römische Name des Bildhauers auf einen Zusammenhang mit anderen Cossutii deutet, durch die die Schule des Pasiteles mit Paros und Aphrodisias verknüpft sei.